# Watertown (Wisconsin)
Watertown – miasto w Stanach Zjednoczonych, w stanie Wisconsin, w hrabstwie Dodge.